# Turbonilla cochimana
Turbonilla cochimana är en snäckart som beskrevs av Strong 1949. Turbonilla cochimana ingår i släktet Turbonilla och familjen Pyramidellidae. Inga underarter finns listade i Catalogue of Life.